# Àrquies d'Esparta
Àrquies d'Esparta (en grec antic: Ἀρχίας, llatí: Archias) fou un militar espartà que es va distingir durant la lluita a l'illa de Samos l'any 525 aC, on va morir. Heròdot va veure a Pítana el seu net, també anomenat Àrquies.